# Mistral spatial
 (juillet 2023).
Pour plus de détails, voir Fiche technique et Distribution.
Mistral spatial est un film québécois réalisé et produit par Marc-Antoine Lemire, sorti en salles le 20 janvier 2023 au Québec, et disponible en vidéo sur demande sur plusieurs plateformes en ligne.
Mistral Spatial est le premier long-métrage de Lemire succédant au court-métrage Pré-Drink qui a été présenté dans des festivals de films canadiens et internationaux.

## Fiche technique
- Titre : Mistral spatial
- Réalisation : Marc-Antoine Lemire
- Scénario : Marc-Antoine Lemire
- Musique : Lydia Képinski Pierric Soucy et Kerry Bursey
- Décors : Sarah Bengle et Marc-Antoine Lemire
- Photographie : Olivier Racine
- Montage : Anouk Deschênes
- Conception sonore : Benoit Dame et Simon Lacelle
- Producteur : Marc-Antoine Lemire
- Sociétés de production : Les films de la méduse
- Société de distribution : h264
- Pays :  Canada ( Québec)
- Langue originale : français
- Format : couleur — 2,39:1
- Genre : Comédie dramatique, romance et science-fiction
- Durée : 103 minutes
- Dates de sortie :
  - Canada : 2023

## Distribution
- Samuel Brassard : Sam
- Catherine-Audrey Lachapelle : Cath
- Alex Trahan : Alex
- Véronique Lafleur : Véro

## Festivals
Le film est présenté en première mondiale au Festival du cinéma international en Abitibi-Témiscamingue le 31 octobre 2022.
Il est de la programmation des Rendez-Vous Québec Cinéma 2023.